# Castelul Sükösd-Bethlen
Castelul Sükösd-Bethlen,  atestat din 1636, este o construcție medievală aflată în Racoș, Brașov. Ansamblul castelului este clasat ca monument istoric, cod LMI BV-II-a-A-11754.

## Istoric
În  perioada comunismului castelul a fost administrat de C.A.P.-ul din comună, fiind folosit ca grajd și depozit de grâne și fiind parțial demolat pentru a permite accesul utilajelor.
Castelul a fost parțial restaurat în ultimul deceniu al secolului  al XX-lea cu fonduri strânse de "Fundatia castelul Bethlen din Racoș de Jos", organizată de pastorul bisericii evanghelice din comună,  însă procesul nu a fost finalizat. Deși din exterior starea de conservare pare  bună, în interior castelul rămâne inutilizabil.

## Vizitare
În prezent, accesul în interiorul edificiului se face pe scări de lemn, pe răspunderea vizitatorului.
Clădirea este administrată de o familie din sat, iar vizitele pot fi efectuate apelând numărul de telefon afișat pe poarta castelului.